# Mariasilvia Spolato
Mariasilvia Spolato (Padua, 26 de junio de 1935 - Bolzano, 31 de octubre de 2018) fue una activista italiana por los derechos LGBT. Pionera del movimiento por los derechos de los homosexuales, fue la primera mujer en Italia en declarar públicamente su homosexualidad. Por este motivo fue discriminada y perseguida.

## Biografía
Nació en Padua el 26 de junio de 1935 donde en 1961 se licenció en ciencias matemáticas. Durante un tiempo trabajó y vivió en Milán. Se trasladó a Roma, donde en 1971 fundó el Frente de Liberación Homosexual (FLO), movimiento que más tarde se fusionó con el Frente Unitario Revolucionario Homosexual Italiano (FUORI) y junto con Angelo Pezzana fundó la revista Fuori! en 1971 en cuyo equipo editorial colaboró, firmando numerosos artículos. En 1972 participó en la manifestación del 8 de marzo en Roma llevando - por primera vez en Italia - un cartel del Movimiento de Liberación Homosexual. Las fotografías de su participación en la manifestación fueron publicadas por el semanario Panorama y esto le creó problemas.
Participó en la manifestación de protesta con motivo del primer Congreso Internacional de Sexología del CIS (Centro Italiano de Sexología) que tuvo como tema "Comportamientos desviados de la sexualidad humana" y que tuvo lugar en el Casino de San Remo desde 5 al 8 de abril de 1972; en aquella ocasión fue entrevistada por el Corriere della Sera. En la entrevista declaró su nombre y apellido.
Su activismo LGBT y la publicación de libros sobre el mismo tema llevaron al Ministerio de Educación a despedirla, alegando que era "indigna" de enseñar. El proceso fue iniciado por el entonces ministro Riccardo Misasi y completado por su sucesor, Oscar Luigi Scalfaro. Se alejó de su familia y deambuló por varias ciudades italianas sin domicilio fijo. A raíz de una grave infección en la pierna fue ingresada en un hospital de Bolzano y después se trasladó a la residencia para personas mayores Villa Armonia, donde vivió los últimos años de su vida.

## Obras
- Mariasilvia Spolato, I movimenti omosessuali di liberazione, Milán, Asterisco Edizioni,[9][10] 2019. (Introducción de Elena Biagini, contribución de Dacia Maraini)
- Mariasilvia Spolato (1972). I movimenti omosessuali di liberazione. Roma: La nuova Sinistra. (prólogo de Dacia Maraini).[11]
- Mariasilvia Spolato (1970). Gli insiemi e la matematica: Con 120 esercizi 1969/1972. Bolonia: Zanichelli.[12]